# Комиссаров, Лев Константинович
Лев Константинович Комиссаров (род. 18 февраля 2000, Ижевск) — российский хоккеист, нападающий. Игрок системы хоккейного клуба ЦСКА, в основном выступающий за клуб ВХЛ «Звезда».

## Игровая карьера

### Клубная карьера
Сын профессионального хоккеиста, игрока клуба «Ижсталь». Начинал тренироваться в хоккейной школе московского «Спартака», но после игры с юношами из спортшколы ЦСКА отца мальчика убедили перевести его к армейцам.
В 2017 году поступил в МГЛУ на факультет французского языка. Был капитаном молодёжной команды «Красная армия», играющей в МХЛ. Дебютировал в КХЛ за основую команду армейцев в возрасте 18 лет, 13 ноября 2018 года, в гостевом матче против нижегородского «Торпедо».
Основным клубом Комиссарова в сезоне 2018/2019 была московская «Звезда», играющая в ВХЛ. Комиссаров был признан лучшим новичком 1/4 финала плей-офф сезона. В сезоне 2019/2020 провёл две игры за ЦСКА, но в основном продолжал играть за «Звезду», с которой выиграл регулярный сезон, завоевав Кубок Шёлкового пути. Плей-офф не был завершён из-за пандемии COVID-19.
В августе 2022 года была достигнута договорённость о переходе Комиссарова из ЦСКА в ещё один клуб КХЛ «Торпедо» (Нижний Новгород). Игрок начал сезон 2022/2023 в «Дизеле» (Пенза), однако договор аренды был расторгнут уже в ноябре, после чего Комиссаров вернулся в систему ЦСКА.

### Выступления за сборную
В сезоне 2019—2020 привлекался в молодёжную сборную России до 20 лет, победитель Турнира четырёх наций в Перми, участник Кубка Чёрного моря и молодёжной Суперсерии 2019 в Канаде. В Суперсерии отметился двумя голами, в том числе в решающей игре против сборной WHL, но команда Валерия Брагина не смогла одержать общую победу, уступив сборной WHL в итоговой буллитной серии. Также был в расширенном составе на молодёжный чемпионат мира 2020, но попасть в окончательный состав ему не удалось.